# Blepharis hirtinervia
Blepharis hirtinervia är en akantusväxtart som först beskrevs av Christian Gottfried Daniel Nees von Esenbeck, och fick sitt nu gällande namn av T. Anders.. Blepharis hirtinervia ingår i släktet Blepharis och familjen akantusväxter. Inga underarter finns listade i Catalogue of Life.